# ایتنتن (جورجیا)
ایتنتن، جورجیا (به انگلیسی: Eatonton, Georgia) یک شهر در ایالات متحده آمریکا با جمعیت ۶٬۷۶۴ نفر است که در جورجیا واقع شده‌است.

## موقعیت جغرافیایی
موقعیت جغرافیایی شهرها و مناطق اطراف به شرح زیر است: